# Cylistella
Cylistella  (лат.) — род аранеоморфных пауков из подсемейства Amycinae в семействе пауков-скакунов (Salticidae). Большинство видов распространены в странах Южной Америки и два вида распространёны Мексике, один из этих двух видов обитает также на острове Коста-Рика.

## Виды
- Cylistella adjacens (O. P-Cambridge, 1896) — Мексика, Коста-Рика
- Cylistella castanea Petrunkevitch, 1925 — Панама
- Cylistella coccinelloides (O. P.-Cambridge, 1869) — Бразилия
- Cylistella cuprea (Simon, 1864) — Бразилия typus
- Cylistella fulva Chickering, 1946 — Панама
- Cylistella sanctipauli Soares & Camargo, 1948 — Бразилия
- Cylistella scarabaeoides (O. P.-Cambridge, 1894) — Мексика